# Alberto Baldovino
Alberto Baldovino (ur. 13 kwietnia 1917 w Callao, zm. 23 maja 1997) – peruwiański piłkarz, grający na pozycji napastnika.
Baldovino, grając w klubie Sport Boys Callao, zdobył w 1935 roku mistrzostwo Peru.
Jako piłkarz klubu Universitario Lima był w kadrze reprezentacji podczas turnieju Copa América 1939, gdzie Peru zdobyło mistrzostwo Ameryki Południowej. Baldovino nie zagrał w żadnym meczu.
Później Baldovino wrócił do klubu Sport Boys, z którym w 1942 roku ponownie sięgnął po tytuł mistrza Peru.